# Chick Willis
Chick Willis, pseudonimo di Robert Lee Willis (Contea di Monroe (Cabaniss), 24 settembre 1934 – Forsyth, 7 dicembre 2013), è stato un cantante e chitarrista statunitense che ha suonato e registrato musica blues dagli anni '50 agli anni 2000.

## Biografia
Era nato a Cabaniss, nella Contea di Monroe, Georgia, cugino di Chuck Willis. Prestò servizio nell'esercito nei primi anni '50, prima di lavorare come autista per Chuck Willis durante il suo periodo di massimo splendore. Vinse un talent show al Magnolia Ballroom di Atlanta e fece il suo primo disco nel 1956, con il singolo You're Mine della Ebb Records. Inizialmente cantò solamente, ma imparò la chitarra mentre era in tour con suo cugino, Guitar Slim è stata una delle sue influenze più importanti.
Dopo la morte di Chuck nel 1958 Willis suonò con Elmore James, registrando singoli negli anni '60 per Atco e altre etichette. La sua versione del 1972 "Stoop Down Baby Let Your Daddy See", fu un successo da jukebox ma non ottenne alcun risultato radiofonico, a causa del suo contenuto sessualmente esplicito. La canzone era quella che aveva sviluppato quando lavorava a uno spettacolo di carnevale, dove avrebbe stuzzicato i passanti con filastrocche. Alcune delle sue registrazioni successive hanno rielaborato la canzone. Un'altra delle sue registrazioni di blues un po' "sporche" fu la sua cover di "Mother Fuyer", che apparve nel suo album del 1972 Stoop Down Baby... Let Your Daddy See e fu pubblicata come lato B al suo "Stoop Down Baby Let Your Daddy See" singolo su La Val Records. Willis rivendicò i diritti sulla canzone.
Pubblicò un flusso costante di album sulla Ichiban Records negli anni '80 e '90 e continuò a registrare negli anni 2000.
Morì il 7 dicembre 2013, all'età di 79 anni.

## Discografia
- Stoop Down Baby... Let Your Daddy See (La Val), 1972)
- Chick Sings Chuck (Ichiban, 1985)
- Now (Ichiban, 1988)
- Footprints in My Bed (Ichiban, 1990)
- Back to the Blues (Ichiban, 1991)
- Holdin' Hands with the Blues (Ichiban, 1992)
- Nasty Chick (Ichiban, 1992)
- I Got a Big Fat Woman (Ichiban, 1994)
- Blue Class Blues (Paula, 1998)
- Y2K Recorded Live (Ifgam, 2000)
- From the Heart and Soul (Rock House, 2001)
- I Won't Give Up (Deep South, 2002)
- I Did it All (CML, 2005)
- Cookin' the Blues (Old School, 2006)
- The Don of the Blues (CDS, 2008)
- Hit & Run Blues (Benevolent Blues, 2009)
- Mr. Blues - The Best Of... So Far (Benevolent Blues, 2010)